# Hegygombás
Hegygombás (1899-ig Hliviscse, szlovákul: Hlivištia) község Szlovákiában, a Kassai kerület Szobránci járásában.

## Fekvése
Szobránctól 7 km-re, észak-északkeletre fekszik.

## Története
1418-ban említik először.
A 18. század végén, 1799-ben Vályi András így ír róla: „HLIVITSE. Tót falu Ungvár Várm. földes Urai több Uraságok, lakosai katolikusok, és ó hitűek, fekszik Sobrántzhoz 1 mértföldnyire, határja középszerű, fája, legelője elég van.”
Fényes Elek 1851-ben kiadott geográfiai szótárában így ír a faluról: „Hlivicse, orosz falu, Ungh. vmegyében, ut. p. Szobránczhoz éjszakra 1 1/2 órányira: 5 romai, 304 g. kath., 13 zsidó lak., hegyes sovány határral, derék erdővel, fürészmalommal, s gör. kath. paroch. templommal. F. u. gr. Sztáray Albert örök.”
A trianoni diktátumig Ung vármegye Szobránci járásához tartozott, majd az újonnan létrehozott csehszlovák államhoz csatolták. 1938 és 1945 között ismét Magyarország része.

## Népessége
| Év:            | 1994. | 2004.    | 2014.   | 2024.   |
| -------------- | ----- | -------- | ------- | ------- |
| Emberek száma: | 432   | 376      | 385     | 355     |
| Eltérés:       |       | -12,96 % | +2,39 % | -7,79 % |

| Év:            | 2023. | 2024.   |
| -------------- | ----- | ------- |
| Emberek száma: | 358   | 355     |
| Eltérés:       |       | -0,83 % |

1910-ben 1444-en, többségében ruszin anyanyelvűek lakták, jelentős magyar kisebbséggel.
2003-ban 370 lakosa volt.
2011-ben 379 szlovák lakta.
2021-ben 373 lakosából 6 magyar, 1 ruszin, 359 (+3) szlovák, 6 (+3) egyéb és 1 ismeretlen nemzetiségű volt.

## Neves személyek
- Ortutay Tivadar (1898–1999) katonai tolmács, számvevőségi főtanácsos, idegenvezető.
- Itt született Basilovits János (Joanicz János) (1742. június 6. – 1821. október 18.) bazilita rendi szerzetes.

## Nevezetességei
- Szent György görögkatolikus templomát 1898–1899-ben építették neobarokk stílusban.